# Gagrella bella
Gagrella bella is een hooiwagen uit de familie Sclerosomatidae.